# ۳ نینجا: رویارویی در کوه مگا
۳ نینجا: رویارویی در کوه مگا (انگلیسی: 3 Ninjas: High Noon at Mega Mountain) یا سه نینجا: جنجال در مگامانتین، یک فیلم هنرهای رزمی آمریکایی به کارگردانی و تهیه‌کنندگی شان مک‌نامارا محصول ۱۹۹۸ است. این فیلم چهارمین و آخرین قسمت از مجموعه ۳ نینجاها است.
این فیلم که به کارگردانی شان مک‌نامارا است، تنها سه بازیگر اصلی فیلم‌های قبلی در این قسمت بازی می‌کنند. هیچ‌یک از بازیگران کودک فیلم‌های قبلی برای این قسمت برنگشتند. ویکتور وانگ تنها بازیگری است که در هر چهار فیلم حضور دارد. همچنین آخرین فیلمی است که او قبل از مرگش در سال ۲۰۰۱ بازی کرده است. این فیلم در دنور، کلرادو در پارک موضوعی Elitch Gardens فیلمبرداری شد.
این فیلم در ایران با نام ۳ نینجا: جنجال در مگامانتین توسط مؤسسه فرهنگی هنری تصویر دنیای هنر، دوبله و پخش (توزیع) شده است.

## داستان
راکی ۱۴ ساله، کولت ۱۳ ساله و تام-توم ۹ ساله در طول تعطیلات تابستانی خود با پدربزرگشان موری، در یک مسیر با مانع در تاریکی زمین تست می‌کنند. آنها موفق می‌شوند دوره را به پایان برسانند، اما نمی‌توانند یاد بگیرند که چگونه از حواس دیگر خود به جای بینایی استفاده کنند. بعداً در همان شب، موری می‌شنود که راکی و کلت قصد دارند سال بعد به دلیل بزرگ شدنشان برنگردند و تام-توم را برای خودش ترک کند. موری در این مورد افسرده می‌شود. پس از بازگشت به خانه، تام-توم پس از اطلاع از اینکه برنامه تلویزیونی مورد علاقه اش، دیو اژدها و نیروی ستاره ۵، به زودی پخش می‌شود و حتی ساندویچ مورد علاقه اش برای تشویق او ساخته نشده است، افسرده می‌شود، که مادرش را گیج می‌کند. جسیکا روز بعد، آنها با همسایه جدیدی به نام آماندا آشنا می‌شوند که به‌طور تصادفی هلیکوپتر کنترل از راه دور خود را به پنجره خانه آنها می‌زند. برای جبران، جسیکا او را برای صرف صبحانه و شرکت در جشن تولد تام-توم در کوه مگا، یک پارک تفریحی که از شش پرچم ساخته شده است، دعوت می‌کند. هنگامی که آنها به کوه مگا می‌رسند، راکی می‌رود تا با دوست دخترش، جنیفر و دوستان معدودش، ورونیکا، اریک و دویل وقت بگذراند، در حالی که توم-توم کلت را متقاعد می‌کند که برای تماشای اجرا به او ملحق شود. در حالی که بچه‌ها در حال لذت بردن از خود هستند، یک جنایتکار استاد به نام مری آن «مدوسا» راجرز و سرسپردگانش مخفیانه وارد پارک می‌شود و پارک را اداره می‌کند، بسیاری از سواری‌ها را از کار می‌اندازد و مکان را برای گروگان گرفتن حامیان تعطیل می‌کند. مدوسا و بقیه افرادش به عنوان پایگاه مخفی خود به عملیات مرکز فرماندهی پارک نفوذ می‌کنند و او مالک پارک، هری جاکوبسون‌ها را تهدید می‌کند که در ازای امنیت مهمانان پارک، ۱۰ میلیون دلار باج می‌پردازد. در همین حال، تام توم و کلت می‌خواهند از دیو امضا بگیرند تا اینکه شاهد باشند و او را از اسیر شدن توسط دژخیمان مدوسا نجات دهند. راکی دوباره به برادرانش و آماندا ملحق می‌شود که پس از مشاهده آن‌ها روی مانیتور دوربین‌های مداربسته، آنها را دفع می‌کنند. پسرها و آماندا متوجه می‌شوند که پارک به خطر افتاده است و دیو را در مورد آن گزارش می‌دهند که وارد عمل شد. پسرها و آماندا متوجه یک رادیو برای برقراری تماس با اورژانس می‌شوند و واحدهای پلیس و آتش‌نشانی برای بررسی پارک اعزام می‌شوند. با این حال، مدوسا و مردانش آنها را می‌بینند و کمین می‌کنند، که باعث می‌شود FBI برای تهیه نسخه پشتیبان به پارک برسد. در تلافی، مدوسا به دستیار جامائیکایی خود C.J دستور می‌دهد تا سطح سرعت سواری بهمن را افزایش دهد. پسرها و آماندا با مبارزه با چند مرد با زرادخانه‌های ویژه آماندا که در اختیار دارد، سواران را نجات می‌دهند، در حالی که او کنترل سواری را با لپ‌تاپ خود نادیده می‌گیرد.
مدوسا که می‌داند آنها در برنامه‌های او دخالت خواهند کرد، سه برادرزاده کم‌هوش خود، کارل، بوئلو و زد را می‌فرستد تا آنها را دستگیر کنند، اما پسرها از آیتم‌های بازی کارناوال پارک و سواری با مهارت‌های نینجا خود استفاده می‌کنند. در همین حال، دیو مخفیانه وارد مرکز فرماندهی می‌شود، اما به سرعت توسط مدوسا و سرسپردگانش کشف و دستگیر می‌شود. تیم SWAT از راه می‌رسد و تلاش می‌کند وارد پارک شود، اما مزدوران با تله حصار برقی آنها را متوقف می‌کنند. در این بین، آماندا از سیستم‌های کنترل اصلی پارک با لپ‌تاپ خود استفاده می‌کند تا دسترسی سواری را با سی‌جی که سعی دارد کنترل‌ها را از او جدا کند، قفل می‌کند، اما نه قبل از اینکه مدوسا به سرعت به ترمز اضطراری ترن هوایی زینگر دسترسی پیدا کند که سواری را در وارونگی متوقف می‌کند. دیو سعی می‌کند به مدوسا حمله کند، اما او می‌ایستد و مردانش او را با چند مهمان در وسط ترن هوایی زندانی می‌کنند.
برادرزاده‌های مدوسا با تشخیص تصویر راکی و جنیفر روی مانیتورهای سواری، او را گرفته و به پایین مسیرهای حلقه ترن هوایی زینگر می‌بندند، که در آن مدوزا تهدید می‌کند که در صورت همکاری نکردن او را له می‌کند. راکی به تنهایی برای نجات جنیفر حرکت می‌کند. مدوسا نفر دوم خود، لوتار زوگ را می‌فرستد تا پسرها را دستگیر کند تا آنها دخالت نکنند. پس از آن، دیو که اعتماد به نفس خود را به دست می‌آورد، با نگهبانان مبارزه می‌کند و گروگان‌ها را از کف ترن هوایی آزاد می‌کند. راکی برای نجات جنیفر از راه می‌رسد، اما مورد حمله لوتار قرار می‌گیرد. پس از دعوا که منجر به پایان دادن به راکی و لوتار در بالای حلقه ترن هوایی می‌شود، راکی لوتار را با یویو دور مچ پایش می‌زند تا او را به معنای واقعی کلمه از پارک بیرون بیاورد و به دست مقامات برسد. خارج از پارک مستقر هستند. سپس راکی موفق می‌شود جنیفر را آزاد کند قبل از اینکه مدوسا ترن هوایی را آزاد کند که می‌تواند هر دوی آنها را خرد کند. جیکوبسون با چند کیسه پول از طریق هلیکوپتر می‌رسد تا باج مدوسا را بپردازد، اما آماندا موفق می‌شود آخرین کیسه را با هلیکوپتر کنترل از راه دور خود از بین ببرد و باعث می‌شود که پول به پارک ببارد و با مهمانان همه آن را ربوده است.
آماندا به سرعت توسط مدوسا دستگیر می‌شود که با باقی مانده پول از زیر زمین فرار می‌کند. وقتی دیو نینجاهای مدوسا را دفع می‌کند، او را بیهوش می‌کند. پسرها با موفقیت موفق می‌شوند برخی از نینجاهای مدوسا را شکست دهند تا اینکه او تمام چراغ‌ها را از بین می‌برد. نینجاهای مدوسا پس از اینکه سالن‌ها را تاریک می‌کند، با عینک‌های دید در شب با پسران مبارزه می‌کنند. علیرغم این عیب، پسرها در تاریکی با توصیه موری در مورد استفاده از حواس خود بر ضعف خود غلبه می‌کنند. پسران با موفقیت نینجاهای مدوسا را شکست می‌دهند تا آماندا را که در کنار بمبی که مدوسا برای تخریب پارک فعال می‌کند، دستبند بسته شده است، نجات دهند. آنها موفق می‌شوند او را آزاد کنند، اما به دلیل اتصال کوتاه منبع تغذیه قادر به خلع سلاح بمب نیستند. آنها بمب را به چند مخزن اکسیژن با کمک دیو وصل می‌کنند تا دریچه‌های تانک را از بین ببرند و آن را مانند یک اژدر به سمت کشتی فرار مدوزا بفرستند، جایی که او و افراد باقی مانده اش از کشتی شیرجه می‌زنند قبل از اینکه کشتی او در اثر برخورد منفجر شود. با هشدار از انفجار، پلیس برای دستگیری مدوسا در ساحل ساحل می‌رسد، که خود را برای شکست استعفا می‌دهد.
پسران که اکنون به عنوان قهرمان مورد تجلیل و تجلیل قرار می‌گیرند، به دیو دراگون اعتبار می‌دهند و او را به عنوان قهرمان واقعی به رسانه‌های مطبوعاتی معرفی می‌کنند. راکی و کلت پس از ملاقات مجدد با پدر و مادر و پدربزرگ خود به موری اطمینان می‌دهند که آموزش خود را ترک نخواهند کرد. آنها همچنین به آماندا پیشنهاد دادند که سال بعد با آنها تمرین کند و او با کمال میل می‌پذیرد. فیلم و سریال با جشن گرفتن تولد تام توم به پایان می‌رسد.

## بازیگران
- هالک هوگان در نقش دیو دراگون (دیو اژدها)
- متیو بوتوچیس در نقش ساموئل «راکی» داگلاس جونیور.
- مایکل اولاسکی دوم در نقش جفری «کلت» داگلاس
- جیمز پل روسکه در نقش مایکل «توم تام» داگلاس
- امیلی روزکه در نقش دختر کوچولو
- لیندسی فلتون در نقش جنیفر
- چلسی ارلی واین در نقش آماندا
- آلن مکری در نقش مأمور اف‌بی‌آی سام داگلاس
- مارگاریتا فرانکو در نقش جسیکا داگلاس
- ویکتور ونگ در نقش پدربزرگ موری تاناکا
- لونی اندرسون در نقش مری آن «مدوسا» راجرز
- جیم وارنی در نقش لوتار زوگ
- کرک بیلی در نقش کارل
- برندان اوبراین در نقش زد
- تراویس مک کنا در نقش بوئلو
- دواین کارینگتون در نقش سی.جی.
- پت ماهونی در نقش هری جاکوبسون

## ساخت
فیلمبرداری در سال ۱۹۹۶ آغاز شد. هالک هوگان، که در آن زمان در مسابقات قهرمانی جهانی کشتی، کشتی می‌گرفت، برای این فیلم کلاه گیس پوشید که نتیجه آن این بود که او مدل موی متفاوتی نسبت به ظاهر طاس سنتی خود داشت. در نتیجه او در Halloween Havoc 96 با مدل موی مشابهی که در فیلم داشت دیده می‌شود. پارک موضوعی Elitch Gardens، پارکی که در آن فیلمبرداری شده بود، بازسازی کامل شد و تمام تابلوهای پارک و وسایل سواری تغییر کردند و به فیلم تغییر نام دادند. با این حال، چند مواقع وجود دارد که واقعی‌ها در پس‌زمینه دیده می‌شوند.

## بازخورد و نقدها
این فیلم نقدهای منفی جهانی داشت و به‌طور کلی بدترین فیلم از چهار فیلم در این مجموعه در نظر گرفته می‌شود. در Rotten Tomatoes، این فیلم بر اساس ۷ نقد، ۰٪ تأیید شده است.
جو لیدون از ورایتی نوشت: «فقط کودکان کوچک با دامنه توجه محدود تحت تأثیر حماقت کونگ ضعیف قرار می‌گیرند».آنیتا گیتس از نیویورک تایمز می‌گوید: «وقتی هالک هوگان تأثیرگذارترین بازی را در فیلم ارائه می‌کند، همه چیز غم‌انگیز است». گیتس فیلم را «بی‌وقفه خسته‌کننده» می‌نامد، اما قبول دارد که ممکن است کودکان خردسال از آن لذت ببرند.
این فیلم بعداً در یک مجموعه سه‌گانه همراه با فیلم‌های دوم و سوم این فرانچایز اکران شد و از آن زمان تاکنون شاهد احیای نوستالژیک بوده است. سایمون از «دههٔ قدرتمند ۹۰» آن را «بیشترین فیلم دهه ۹۰ میلادی که می‌توانید تماشا کنید» نامید، همچنین بیان کرد که پیچیده‌ترین و تأثیرگذارترین صحنه‌های مبارزه این فرانچایز را دارد.